# Polypedilum chubetudeeum
Polypedilum chubetudeeum är en tvåvingeart som beskrevs av Sasa och Suzuki 2001. Polypedilum chubetudeeum ingår i släktet Polypedilum och familjen fjädermyggor. Inga underarter finns listade i Catalogue of Life.